# 全国哲学社会科学工作办公室
全国哲学社会科学工作办公室（英語：National Office for Philosophy and Social Sciences，缩写），简称全国社科工作办，成立于2018年1月，是中国共产党中央委员会宣传部下设的正局级公益一类事业单位，承担哲学和社会科学有关工作。徽标和国家社会科学基金徽标相同。办公地点为北京市西城区西长安街5号，即中宣部院内，仪亲王府旧址。

## 沿革
1991年，中共中央决定在全国哲学社会科学规划领导小组，下设全国哲学社会科学规划办公室作为全国哲学和社会科学规划领导小组的办事机构。该办公室下设规划处、基金处、成果处、调研处、宣传处、综合处。
2018年1月，中共中央决定成立全国哲学社会科学工作领导小组，下设全国哲学社会科学工作办公室。全国哲学社会科学工作办公室为全国哲学社会科学工作领导小组的办事机构，负责处理领导小组日常工作。《光明日报》和《中国社会科学报》分别设有国家社科基金专刊。

## 职责
全国哲学社会科学工作办公室的主要职责是：
1. 负责督促落实中央关于哲学社会科学工作的决策部署，分析研判全国哲学社会科学发展状况并提出工作建议。
2. 负责组织制定国家哲学社会科学发展战略和中长期规划，研究制定实施有关专项规划。
3. 负责联系协调全国哲学社会科学队伍和研究力量，组织实施哲学社会科学创新工程、人才工程等相关工作。
4. 负责联系协调全国性社会科学学术社团，加强对社团建设和重大活动的指导管理。
5. 负责组织开展国家高端智库建设工作，协调推动中国特色新型智库建设。
6. 负责管理国家社会科学基金，组织基金项目评审和成果转化应用等工作。
7. 负责完成中央宣传部、全国哲学社会科学工作领导小组交办的其他事项。

## 机构设置
全国哲学社会科学工作办公室设置以下机构：

### 内设机构
- 综合处（财务处）
- 组织协调处
- 社团管理处
- 研究处
- 智库联络处
- 智库研究处
- 项目规划处
- 基金管理处
- 成果管理处
- 宣传处

### 学科评审组
全国哲学社会科学工作领导小组下设若干个学科评审组，并代行国家社会科学基金学科评审组职责，其成员由全国哲学社会科学工作领导小组聘任，聘期一般为五年，在五年内可以根据需要对部分成员作适当调整。
根据2018年年底的数据，共设有23个学科评审组：
- 马列·科社
- 党史·党建
- 哲学
- 理论经济
- 应用经济
- 管理学
- 统计学
- 政治学
- 社会学
- 人口学
- 法学
- 国际问题研究
- 中国历史
- 世界历史
- 考古学
- 民族问题研究
- 宗教学
- 中国文学
- 外国文学
- 语言学
- 新闻学与传播学
- 图书馆·情报与文献学
- 体育学

学科评审组的职责是：
1. 定期开展哲学社会科学学科发展状况调查，对制定国家哲学社会科学研究规划和国家社会科学基金项目选题规划提出建议；
2. 评审国家社会科学基金项目申请，提出国家社会科学基金项目资助建议；
3. 协助全国哲学社会科学工作办公室对国家社会科学基金项目的实施进行监督、检查，提出评估意见和改进建议；
4. 对国家社会科学基金项目重要课题的研究成果进行鉴定、审核和评介；
5. 推荐哲学社会科学研究优秀成果和优秀人才。
6. 完成全国哲学社会科学工作领导小组交办的其他事项。

#### 单列学科
教育学、艺术学、军事学在国家社科基金中单列。三个学科的规划、申报、评审、管理、鉴定结项等工作，分别由全国教育科学规划领导小组办公室（设在教育部中国教育科学研究院）、全国艺术科学规划领导小组办公室（设在文旅部科技教育司）、全军哲学社会科学规划办公室（设在中国人民解放军军事科学院）办理。教育学、艺术学、军事学三个学科的经费由国家社会科学基金单独切块下达。有关管理办法由三个学科单独制定。

### 委托管理机构
全国哲学社会科学工作办公室委托各省、自治区、直辖市和新疆生产建设兵团哲学社会科学规划办公室（均设在同级党委宣传部）及全军哲学社会科学规划办公室，以及中共中央党校科研部、中国社会科学院科研局、教育部社会科学司，协助做好本地区本系统国家社科基金项目申请和管理工作。其主要职责是：
1. 组织本地区本系统哲学社会科学研究人员申请国家社科基金项目；
2. 审核本地区本系统申请人或者项目负责人所提交材料的真实性和有效性；
3. 督促落实国家社科基金项目实施的保障条件；
4. 配合全国社科工作办对国家社科基金项目的实施和资助经费的使用进行监督、检查，对国家社科基金项目的研究成果进行鉴定审核和宣传推介。

全国社科工作办对各委托管理机构的相关工作进行指导、监督。

## 机构领导

### 主任
- 姜培茂
- 洪大用（？—2024年11月；2024年4月起由中共中央宣传部副部长兼）[18][19]
- 徐春生（2024年11月—2025年7月）[19][20]

### 副主任
- 赵川东（？—）
- 操晓理（？—）
- 徐春生（？—2024年11月）[19]